# IGCC
IGCC ou Integrated Gasification Combined Cycle é uma forma de cogeração na qual o calor produzido no processo de gaseificação (de biomassa, carvão ou outra fonte primária) é aproveitado para aquecer caldeiras que movimentam turbinas e geram eletricidade. Desta forma, a eficiência do processo é otimizada.